# Josep Maria Padró i Ferrer
Josep Maria Padró i Ferrer (Sant Cugat Sesgarrigues, 28 de febrer del 1884 - Barcelona, 30 de desembre del 1959) va ser un sacerdot i músic, organista i compositor, català.

## Biografia
Es formà musicalment a l'escolania de Montserrat amb Joan B. Guzmán, i estudià harmonia i composició amb Adrià Esquerrà i orgue amb Anselm Ferrer i Bargalló. Posteriorment es titulà en Teologia al seminari de Barcelona, i va ser ordenat sacerdot el 1909. L'any 1906, havia obtingut per oposicions el càrrec d'organista de la catedral de Girona i el conservà fins que el 1936 el substituí Francesc Civil (el 1907 s'havia presentat, infructuosament, per a la plaça d'organista de la catedral de Tarragona). Va ser organista del convent dels dominics de Barcelona i, l'any 1947, oposità i guanyà el benefici d'orgue de la catedral de Barcelona.
Va ser també compositor de música sacra i autor de treballs teòrics de musicologia; feu edicions de peces fàcils per a l'aprenentatge de l'orgue, i un recull d'aquestes va ser publicat coetàniament a Itàlia.

## Obres

### Música
- Adéu al maig (1911), per a 2 veus solistes, cor i acompanyament d'orgue o harmònium, amb lletra de Jacint Verdaguer
- Missa de la Mare de Déu de Montserrat (1952)
- Misa en honor de la B. María Virgen de la Medalla Milagrosa
- Missa Cunctipotens Genitor Deus
- Tocatta para gran órgano
- Obres per a cor i orgue amb lletres de Jacint Verdaguer, en versions bilingües català-castellà: Al cor de Jesús (1914); Dolç cativeri; L'herba de l'amor; La Huída a Egipto. La fugida a Egypte. Cántico de Navidad a coro y coplas a dos voces y coro unisonal con acompañamiento de harmonium u órgano; Jesús y l'ànima; Lo sant nom de Jesús; Sospirs
- Cants religiosos per a cor i a diverses veus, amb acompanyament d'orgue o harmònium: Al cel amb Maria (1933); Al cor de Maria; Alborada navideña; Ave Maria; Cántico a san José; Càntics a Maria; Cor de Maria (1933); Depreciació; Gois en llaor de la Verge del Roser Miraculosa, que es venera en l'església del Mercadal de Girona (amb lletra de Lluís G. Plá i Esterelles); Guardeu-nos, Mare (1933); El Mesies no plorarà; O, Maria (1933); Quién podrá no amaros; Responsórium in festo Conceptiónis Vírginis Immaculátae (1930); Salve Regina; Trisagi a la Sagrada Família (1932); Venid Jesús
- Altres obres de música religiosa per a orgue o harmònium: Elegiaca; In memoriam; Introitus (1933); Invocación; Meditació; Ofertorio-Pastoral; Ofertorium pro tempore Paschali vel Natalis Domini (1933); Plegaria; Postludio; Sortida (1930)[10]
- Sardanes: Els cavallins d'Olot; Gaia jornada; La gata i el belitre; Infantívola; Inquietud; Març marçot; Records de l'antigor[11]
- Tres quartets per a corda[7][12]

### Musicologia
- Método progresivo de armonio. El armonio como instrumento litúrgico.  Barcelona: Boileau, 1952.[Enllaç no actiu] Reeditat el 2014